# Tephrosia collina
Tephrosia collina là một loài thực vật có hoa trong họ Đậu. Loài này được V.S.Sharma miêu tả khoa học đầu tiên.